# Кадонеге
Кадонеге (итал. Cadoneghe) — коммуна в Италии, располагается в провинции Падуя области Венеция.
Население составляет 15 204 человека (на 2004 г.), плотность населения составляет 1221 чел./км². Занимает площадь 12 км². Почтовый индекс — 35010. Телефонный код — 049.
Покровителем населённого пункта считается святой апостол Андрей. Праздник ежегодно празднуется 30 ноября.